# Campeonato Curdistanês de Futebol Feminino de 2021
A Kurdistan Futsal Premier League 2021 foi a segunda edição oficial da principal divisão do Campeonato Curdistanês de Futebol Feminino. Foi organizada pela Associação de Futebol do Curdistão Iraquiano.
O campeonato iniciou-se em julho de 2021, com a participação de 9 times curdos.

## Sistema de Disputa
Na primeira fase, os times são divididos em dois grupos, um com 4 e outro com 5 equipas, jogando entre si em turno único. Ao final deste, as 2 melhores equipes de cada grupo classificam-se para as semifinais, em partidas de ida e volta, para definição das finalistas.

## Finais
As semifinais do campeonato foram realizadas nos dias 25 e 29 de agosto de 2021, em partidas de ida e volta. Todos os jogos foram realizados no Ginásio de Suleimânia.
|  | Semi-finais    | Semi-finais    | Semi-finais | Semi-finais | Semi-finais |   |                | Final          | Final | Final | Final | Final |
|  |                |                |             |             |             |   |                |                |       |       |       |       |
|  | Piramagroon SC | Piramagroon SC | 7           | 4           | 11          |   |                |                |       |       |       |       |
|  | Hersh SC       | Hersh SC       | 0           | 3           | 3           |   |                |                |       |       |       |       |
|  |                |                |             |             |             |   | Piramagroon SC | Piramagroon SC | 0     | 2     | 2     |       |
|  |                | Dukan SC       | Dukan SC    | 0           | 1           | 1 |                |                |       |       |       |       |
|  | Dukan SC       | Dukan SC       | 7           | 4           | 11          |   |                |                |       |       |       |       |
|  | Snor SC        | Snor SC        | 3           | 3           | 6           |   |                |                |       |       |       |       |

### Partida Final
| 8 de setembro de 2019 | Piramagroon SC | 2 - 1 | Dukan SC | Ginásio de Suleimânia |
| 15:30 UTC+3           |                | KFA   |          |                       |

## Ligações Externas
- Kurdistan FA - Página oficial no Facebook (em curdo)